# Siedlung Martinplatz (Langenfeld)

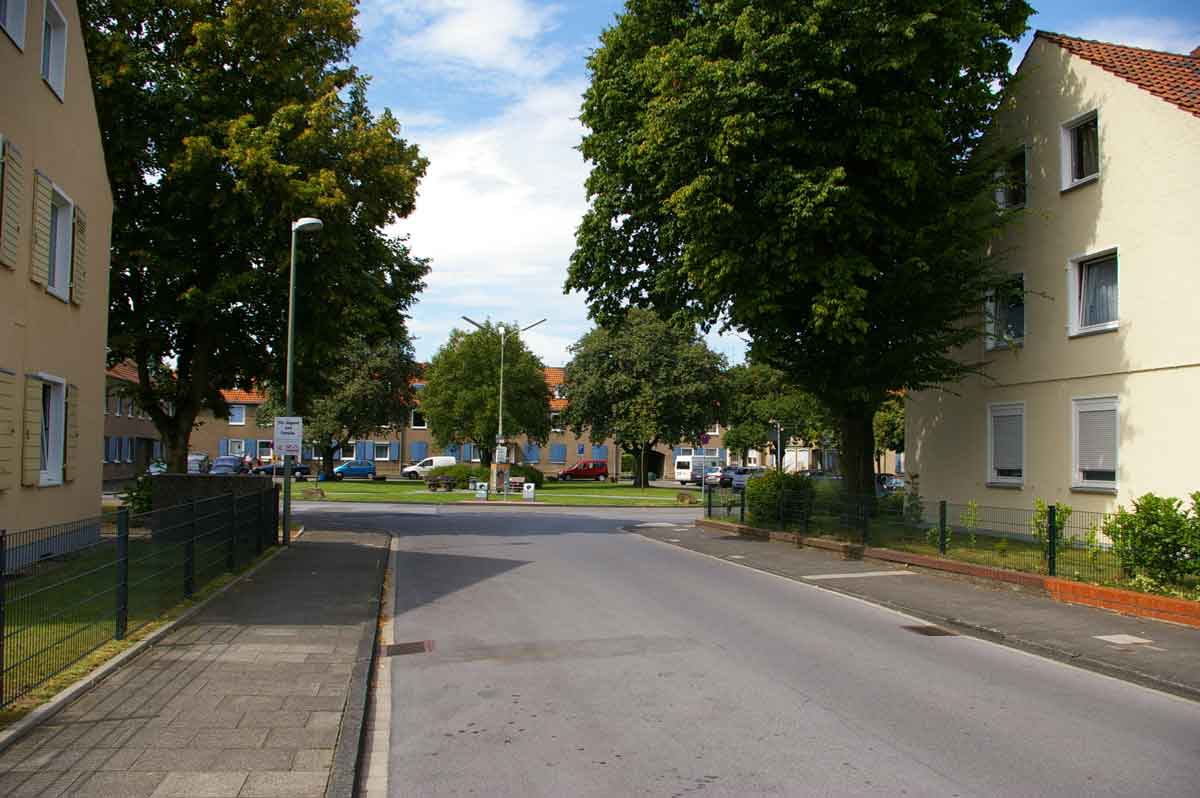
Martinplatz, Martinsiedlung, querend Martinstraße

Die Siedlung Martinplatz des Bauvereins Langenfeld wurde in den Jahren 1949 bis 1956 errichtet und ist ein Baudenkmal seit 1996.

## Geschichtliches
Die 1948 zur Stadt erhobene Gemeinde Langenfeld bemühte sich ab 1947 darum, als Brennpunktgemeinde des Wohnungsbedarfs anerkannt zu werden. Begründet wurde dieser Schritt mit erheblichen Kriegsschäden, dem Zuzug von Flüchtlingen und Industrieunternehmen sowie der Belegung von Wohnraum durch Besatzungstruppen. Steuerungspolitisch bediente sich die Stadt des Bauvereins, um dieser Notlage abzuhelfen. Der Bauverein selbst bestand zu diesem Zeitpunkt seit 1919, gegründet um alle am Wohnungsbau beteiligten Kräfte, also Privatpersonen, Unternehmen und Kommune, zu einem gemeinsamen Handeln zu vereinen. Durch Erwerb von Anteilen konnten und können entsprechende Belegungsrechte bezogen werden. Vor diesem Hintergrund wurde zwischen Weltkrieg I und Weltkrieg II die Siedlung Steinrausch errichtet. Die Arbeiten zum Weiterbau kamen allerdings 1941 durch die Kriegseinwirkungen zum Erliegen. Die letzten begonnenen Häuser wurden nur noch bis zur Oberkante des Kellergeschosses fertiggestellt. Erst ab 1945 konnte die Bautätigkeit wieder aufgenommen, ab 1948 die ersten Neubauten begonnen werden. Zu diesem verstärkten Engagement gehörte dann auch die von Heinrich Rotterdam entworfene und ab 1949 errichtete Siedlung Martinplatz, ebenfalls in der Ortslage Steinrausch.

## Die Siedlung
Zur Siedlung gehören die Häuser Jahnstraße 27–65, Martinplatz 2–14, Martinstraße 33–63 und 48–64, die Häuser Querstraße 1–5 sowie die Gebäude Richrather Straße 94–112. Auf dem rechteckigen Gelände wurden, an die Siedlung Steinrausch anschließend, nach zwei Konzeptionen gebaut. Der ursprüngliche Entwurf lang gestreckter Häuserblöcke wurde noch auf der Richrather Straße beibehalten, doch wurden an der Ostseite der Jahnstraße die Mehrfamilienhäuser gestaffelt und frei in einem Parkähnlichen Gelände erstellt. Die Häuser sind durch Stichwege erschlossen. Rasenflächen, breite Grünzonen, Spielplätze, Teppichstangen und Wäscheleinen runden die Gestaltung ab. Dien niedrigen Backsteineinfassungen und geplatteten Wege sind noch überall erhalten.
Insgesamt bietet die Siedlung trotz mehrerer Bauabschnitte ein sehr einheitliches Bild. Die Häuser sind zwar von unterschiedlicher Länge doch durchweg zweigeschossig, verputzt und mit Satteldächern gedeckt. Waren die Wohnungen zu Beginn noch einfach und klein geschnitten, wurden diese im Laufe der Zeit den wechselnden Anschauungen gemäß errichtet bis zu der Standardgröße und Ausstattung heutiger Wohnungen.

## Die Bauabschnitte
Im ersten Bauabschnitt mit den Häusern am Martinplatz, der Martinstraße 59–63, 60–64 sowie der Richrather Straße 94/96 wurden die Häuser aus Schwemmstein gemauert, mit Trierer Kalkmörtel verputzt und Geschossdecken aus armiertem Beton erstellt. Bei den Trennwänden fanden Ziegel Verwendung, der Dachstuhl wurde aus Holz errichtet. Hier sind die Wohnungen noch sehr klein ausgefallen, teils finden sich vier Wohnungen je Etage. Auch finden sich teils drei Wohnungen je Geschoss, in den Kellern Waschküche und Trockenraum, im Dachgeschoss zusätzliche Kammern. Am Martinplatz waren vier Ladengeschäfte eingerichtet, von denen noch zwei als solche fungieren.
1950/51 wurden die Häuser Martinstraße 48–58 und Richrather Straße 98–112 erbaut. Diese sind bereits mit nur noch zwei Wohnungen je Etage ausgestattet. Jetzt gehören zwei Zimmer, Wohnküche, Diele und Bad zur Ausstattung der Wohneinheiten.
1952 entstand der lang gestreckte Baublock mit korbbogiger Tordurchfahrt an der Martinstraße, jeder Zugang mit zwei Wohnungen je Geschoss, Wohnküche, Diele, Bad und ein bis drei Zimmern je Einheit. Zusätzlich verfügen die Häuser über einen Fahrradkeller und Wohnungen auch im Dachbereich. Erste Sammelgaragen wurden ab 1953 hinter den Häusern Martinstraße 48–58 erstellt.
Die 1954–1956 errichteten Häuser Querstraße 1–5 und Jahnstraße 27–65 sind mit zwei oder mit drei Wohnungen je Etage versehen. Zwei bis drei Zimmer, Küche, Diele und Bad kennzeichnen diese Wohnungen.
Alle Häuser sind in einem guten Originalzustand und verfügen noch über hölzerne Schlagläden im Erdgeschoss, Originaltüren, Originalbedachungen und Laternen. Sehr kleine Wohnungen wurden ab 1970 zusammengelegt und teils Dachflächenfenster eingebaut.

## Die Begründung zum Denkmalwert
Das Wohnungsbauprogramm des Bauvereins stand im Zeichen des Wiederaufbaus der Stadt nach den Kriegszerstörungen. Die Siedlung ist somit verbunden mit der neueren Architekturgeschichte sowie der allgemeinen Neuorientierung nach 1945. Die Entwicklung lässt sich anhand der Bauphasen nachvollziehen. Zunächst waren noch entlang der Straße gebaute Wohnblöcke das Bild bestimmend, bis sich in einer zweiten Phase eine städtebauliche Auflockerung, eine Weiträumigkeit sowie eine Einbindung der Architektur in eine natürliche Umgebung durchsetzte. Hier werden Einflüsse von Le Corbusiers Charta von Athen deutlich. Ebenezer Howards Gartenstadtgedanke sowie eine der Wohneinheit angemessene Größe als Gliederungsgedanke einer Stadt finden hier Ausdruck.
Eine vergleichbare Entwicklung zeigen die Wohnungen in ihrer Größe sowie in ihrer Gliederung auf. Zunächst noch wurden Überlegungen aus den Notzeiten der 1920er Jahre, aber auch Einsparungsgedanken des Dritten Reiches fortgeschrieben. Ab 1950 dann wurden die Wohnungen besser ausgestattet und es setzten sich heute gültige Wohnmaßstäbe durch. Selbst das Zusammenlegen von kleinsten Wohnungen ist in diesem Sinne eine zwar sich in erster Linie innerhalb der Siedlung vollziehende Entwicklung, dennoch allgemein von Bedeutung für den Wohnungsbau in Langenfeld. Insofern sind die Siedlung wie der Bauherr eng mit der Stadt sowie deren Geschichte verbunden. Bedeutend hier auch die Fortführung des Bauvereins unter Beibehaltung der vor dem Krieg erworbenen Bezugsrechte.
Ebenfalls darf davon ausgegangen werden, dass der später für seine Kirchenbauten (etwa St. Paulus in Berghausen) überregional bekannt gewordenen Bernhard Rotterdam, Sohn des Heinrich Rotterdam, an der Planung und Gestaltung der Siedlung Martinplatz mitwirkte. Selbst wenn sein Name nicht offiziell erscheint, gilt seine Mitarbeit als wahrscheinlich. Insgesamt ist die Siedlung wegen ihrer Vorbildfunktion hinsichtlich der Grünanlagen, wegen ihrer architektur- und städtebaulichen Aspekte deshalb 1996 unter Denkmalschutz gestellt worden.